# 能島城
能島城（日语：／ Noshima-jō *）是位在愛媛縣今治市，建於能島上的一座城。為國家指定史蹟。在戰國時代為能島村上氏的居城。

## 歷史
能島海賊眾開始建立據點的確切時期並不明確。然而，根據能島村上氏的系譜記載，南朝的北畠親房之孫——名為師清的人來到內海地區，攻打伊予的能島與務司，後承接清和源氏村上義弘的勢力。隨後，師清的兒子（一說是孫子）三人分家成三個家系（能島、因島、來島）。
能島附近的海域為瀨戶內海內重要的航路之一，但因地域的關係使得水流湍急，產生大大小小的漩渦，行經此海域時顯得較為困難。能島村上氏為此在這海域提供水路引導，設置水路關卡收費，並建造能島城，掌握此海域的制海權。
天正16年（1588年），豐臣秀吉發布海賊停止令，使得水軍眾走向歷史，能島城亦因而廢城。因在江戶時代後能島為無人居住的狀態，能島城的結構有較完整的保存。
昭和28年（1953年），列為國家指定史蹟。
平成29年（2017年），被選為續日本100名城（178號）。

## 構造
能島設有本丸、二之丸、三之丸、出丸等曲輪。依古圖來看，有設立橋跟屬島的鯛崎島做連結。鯛崎島東西約22公尺、南北約50公尺，是長橢圓狀的平地，被認為是能島城的出丸或見張場。
昭和時期的調查發現，在能島周圍的岩礁上殘留340個栓軍船用的棧橋之柱立穴，鯛崎島的岩礁上也發現120個柱立穴。由該遺跡來看，能島城應為瀨戶內海的水軍根據地中最大規模的城郭。

## 外部連結
- 能島城跡 - 瀬戸内しまなみ海道 おいでや！いまばり （页面存档备份，存于）